# Vigneux-sur-Seine
Vigneux-sur-Seine település Franciaországban, Essonne megyében. Lakosainak száma 31 233 fő (2022. január 1.). Vigneux-sur-Seine Ablon-sur-Seine, Draveil, Athis-Mons, Montgeron, Villeneuve-le-Roi és Villeneuve-Saint-Georges községekkel határos.

## Népesség
A település népessége az elmúlt években az alábbi módon változott:
| Lakosok száma | 31 126 | 30 728 | 31 488 | 31 574 | 31 463 | 31 394 | 31 495 | 31 050 | 31 233 |
|               | 2013   | 2015   | 2016   | 2017   | 2018   | 2019   | 2020   | 2021   | 2022   |